# Rue du Temps
Albums de Les Ogres de Barback
Irfan, le Héros
Rue du Temps est le premier album des Ogres de Barback, sorti en 1997.

## Présentation
Après quelques années passées à jouer leurs chansons sur scène, les ogres de barback décident d'enregistrer un album à la fin des années 1990. Après avoir lancé une souscription qui rassemblera près de 300 personnes. L'album est enregistré en 1997 par François Vachon ingénieur du son rencontré par l'intermédiaire des têtes raides. L'enregistrement a lieu lors de sessions de nuit au studio Ornano. La pochette de l'album est illustrée par Aurélia Grandin qui continuera à accompagner le groupe sur plusieurs de ses projets. L'illustration de couverture regroupe plusieurs éléments que la chercheuse Barbara Lebrun associe aux thématiques de la chanson néo-réaliste (chapiteau de cirque, accordéoniste battant le pavé ...).
Les 3000 premiers exemplaires de l'album sont vendus en direct par les ogres de barback, avant que PIAS Group ne prenne en charge la distribution. En 2002, une nouvelle édition de l'album est produite au sein du label Irfan que le groupe a créé l'année précédente. Ce sont au total plus de 12 000 copies de l'album qui sont vendues,.
La chronique de cet album fait dire aux journalistes du Figaro  que : « avec les Têtes Raides, la Tordue ou Casse-Pipe, [Les ogres de barback] sont le plus bel exemple aujourd'hui de la chanson française ».
Après la sortie de Rue du temps, les Ogres de Barback sillonnent la France, jouant dans les bars et les salles de grandes villes françaises, et en premières parties de quelques groupes et chanteurs, tels que Thomas Fersen, Jacques Higelin, La Tordue, Les Têtes Raides, Casse pipe... On les retrouve également dans quelques festivals, notamment aux Francofolies de La Rochelle, au Festival de Marne ou au Printemps de Bourges.
L'album est composé de 14 titres dont 3 morceaux instrumentaux. Dès ce premier album, l'esthétique musicale du groupe basée sur un grand nombre d'instruments est représentée, avec des guitares, de la flûte, de la vielle à roue, du violon...
La dernière piste de cet album comprend une chanson cachée, Léo, reprise d'une chanson des VRP, groupe ayant influencé les ogres de barback,. On trouve aussi sur cet album plusieurs chansons qui accompagneront le groupe tout au long de sa carrière et peuvent être considérées comme ses « tubes », tel que Rue de Panam. Cette dernière chanson est encore présente plus de 20 ans après sur l'album live Chanter libre et fleurir et reste l'un de leurs plus grands succès,.
En 2021, l'album ressort au format vinyle.

## Les chansons
| No  | Titre                          | Durée |
| --- | ------------------------------ | ----- |
| 1.  | Tchayuskov                     | 0:59  |
| 2.  | Les voyageurs                  | 2:22  |
| 3.  | Grand-père                     | 3:44  |
| 4.  | P'tit gars                     | 4:00  |
| 5.  | Ces tonnes de gens             | 3:12  |
| 6.  | Femme du guerrier              | 4:38  |
| 7.  | Accordéon pour les cons        | 3:42  |
| 8.  | Valkovitch                     | 1:14  |
| 9.  | Le délire des deux alcooliques | 3:33  |
| 10. | Kolyn                          | 0:46  |
| 11. | Le voyageur                    | 1:50  |
| 12. | P'tit bonhomme                 | 2:43  |
| 13. | Tout perdu                     | 4:24  |
| 14. | Rue de Panam                   | 7:52  |
| 15. | Léo (chanson non mentionnée)   |       |